# Волное (Болградски район)
Волное (на украински: Вільне, на руски: Вольное) е село в Украйна, разположено в Болградски район, Одеска област. Населението на селото през 2025 година е 1341 души, предимно българи. Поминъкът на селото е предимно земеделие и животновъдство.

## История
Селището е основано през 1828 година от българи балканджии от с. Исирлия (днес Блатец, Сливенско). До 1946 година селото се нарича Исерлия, което в превод от турски означава „неволник“. През периода на социализма исерлийци се прочуват в района със спортните си постижения. Днес за тях говорят като за добри изпълнители на традиционни народни танци.